# يولييون

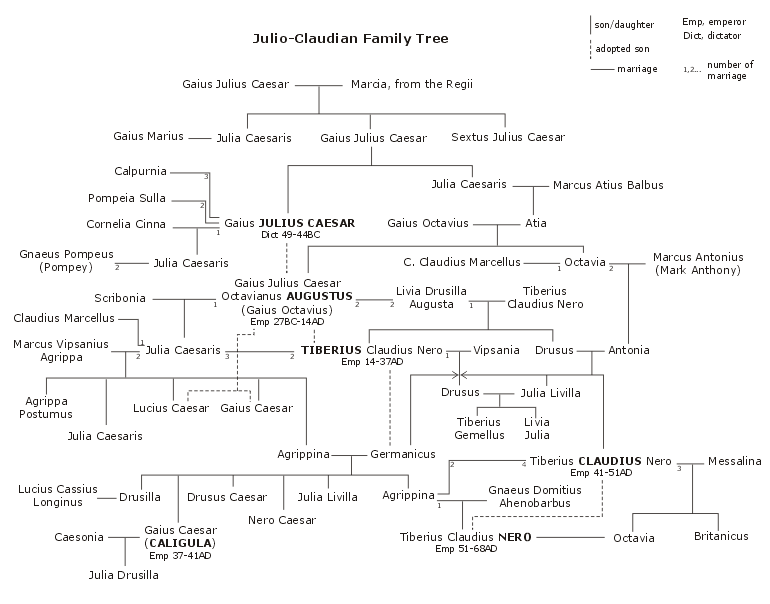

يولييون أو يوليانيون ( باللاتينية يولي Iulii أو عشيرة يوليا) كانوا نسب بطركي رومي ذو حظوة، أصولهم من ألبا لونغا . استمدوا اسمهم من السلف الأسطوري إيولوس ، الذي ، وفقا للأسطورة ، كان ابن للنبيل الطروادي اينياس ومؤسس والملك الأول لألبا لونغا ، أم مدينة روما . من خلال اينياس، ابن أفروديت (لاتينية فينوس ) ، رأى اليولييون أنفسهم أيضًا من نسب إلهي. أكد غايوس يوليوس قيصر على وجه الخصوص على هذا الأصل الإلهي الملكي. 

## جِنسيوليا
جِنس يوليا أوعشيرة يوليا أو ، حلف عائلة اليوليين أو عشيرة اليوليين ، لم تكن غنية ، ولكنها كانت واحدة من العائلات القديمة والمحترمة جدًا في روما ، على الرغم من أن عددًا قليلاً فقط من أفراد العائلة قد ميزوا أنفسهم سياسيًا: في الأيام الأولى للجمهورية الرومانية في القرن 5 قبل الميلاد غالبًا ما يتم العثور على اسم يوليوس في القوائم القنصلية (التي يٌختلف على صحتها في الأبحاث). كان 451 عضوًا في غايوس يوليوس يولوس Gaius Iulius Iullus في ديكيمفري ، ويفترض أنهم غيروا الدولة بشكل أساسي. في القرون التالية هناك شهادات عن قنصلين يوليين فقط (267 و 157 قبل الميلاد.) . أصبح والد يوليوس قيصر عام 92 ق م. بريتور . كان بعض أقارب أنساب العائلة الأخرى قناصل ورقباء .
للأهمية السياسية لليوليين وأحد أعظم أبنائها انظر أيضًا: يوليوس قيصريوليوس قيصر.
مع وفاة قيصر، اندثر النسب المباشر (الأبوي) لليوليين مثل العديد من العائلات النبيلة القديمة الأخرى في القرن 1 قبل الميلاد . على الرغم من التكهنات العديدة ، فإن أسباب ذلك غير معروفة.
بالتفصيل: 
- غايوس يوليوس يولوس Gaius Iulius Iullus ، قنصل 489 ق.م وربما 482 ق م
- فوبيسكوس يوليوس يولوس Vopiscus Iulius Iullus ، قنصل 473 ق م
- Gaius Iulius Iullus ، ديكيمفري451 ق م ، قنصل 447 ق م 435 ق م 434 ق م
- لوسيوس Vopiscus (أو غايوس Gaius) يوليوس يولوس Iulius Iullus ، أطربون عسكري 438 ق م
- غايوس (أو غنايوس Gnaeus ) يوليوس مِنتو Iulius Mento ، قنصل 431 ق م
- لوسيوس يوليوس يولوس Lucius Iulius Iullus، قنصل 430 ق م
- سِكتوس يوليوس يولوس Sextus Iulius Iullus ، قنصل أو أطربون عسكري 424 ق م
- غايوس يوليوس يولوس Gaius Iulius Iullus ، أطربون عسكري 408 ق م، 405 ق م. ، رقيب رومي 393 ق م
- لوسيوس يوليوس إيولوس ،أطربون عسكري 403 ق م ، 401 ق قبل الميلاد ، أطربون397 ق م، 388 ق م، 379 ق م

- لوسيوس يوليوس ليبو ، قنصل 267 ق م
  - لوسيوس يوليوس ليبو
    - نوميريوس يوليوس قيصر
      - لوسيوس يوليوس قيصر
        - سيكستوس يوليوس قيصر
          - (غايوس) يوليوس قيصر
            - غايوس يوليوس قيصر
              - سيكستوس يوليوس قيصر، قنصل 91 ق م
                - سيكستوس يوليوس قيصر، كويستور 48 ق م

              - غايوس يوليوس قيصر (بروقنصل) ، بريتور 92 ق م
                - غايوس يوليوس قيصر ، قنصل 59 ق.م ، دكتاتور 49 ق م.

          - سيكستوس يوليوس قيصر ، قنصل 157 ق ق
            - سيكستوس يوليوس قيصر، تبناه كوينتوس لوتاتيوس كاتولوس ، أطلق على نفسه أيضًا كوينتوس لوتاتيوس كاتولوس ، قنصل 102 قبل الميلاد. ق
              - كوينتوس لوتاتيوس كاتولوس ، قنصل 78 ق ق

            - لوسيوس يوليوس قيصر
              - لوسيوس يوليوس قيصر ، قنصل 90 قبل الميلاد
                - لوسيوس يوليوس قيصر ، قنصل 64 ق م
                  - لوسيوس يوليوس قيصر (توفي 46 ق م.) ، سياسي رومي من الجمهورية المتأخرة

              - عايوس يوليوس قيصر سترابو فوبيسكوس

- غايوس يوليوس ديفي فيليوس قيصر ، المعروف باسم أوكتافيانوس (من 27 ق م الإمبراطور قيصر أغسطس ) ، قنصل 43 ق م، برينسيبس 27 ق م إلى 14 ق م.
  - غايوس يوليوس قيصر ، قنصل 1 م
  - لوسيوس يوليوس قيصر
  - تيبيريوس يوليوس قيصر أغسطس ، قنصل 13 ق م.، برينسيبس 14 إلى 37 ق م.
    - غايوس يوليوس قيصر جرمانيكوس ، قنصل 12، 18 م
      - غايوس يوليوس قيصر أوعسطس جرمانيكوس ، المعروف باسم كاليغولا، قنصل 37 م ، برينسيبس 37 إلى 41 م

    - دروسوس يوليوس قيصر ، قنصل 15 م ، 21 م
- لوسيوس يوليوس جرايسينوس ، عضو مجلس الشيوخ الروماني والكاتب الزراعي
- لوسيوس يوليوس فيستينوس ، فارس رومي
  - ماركوس يوليوس فيستينوس أتيكوس ، قنصل 65 م
- لوسيوس يوليوس روفوس ، قنصل 67
- غايوس يوليوس فينديكس (توفي 68 م ) ، حاكم مقاطعة غاليا لوغدونينسيس الرومية
- تيبيريوس يوليوس لوبوس (توفي 73 م) ، حاكم مقاطعة مصر
- جنيوس يوليوس أغريكولا ، قنصل منتخب 77 م
- تيبيريوس يوليوس سيلسوس بوليماينوس ، قنصل لاحق consul suffectus 92
- بوبيلوس يوليوس لوبوس ، قنصل رومي 98 م
- سيكتوس يوليوس فرونتينوس ، قنصل 100 م
- لوسيوس يوليوس اورسوس سيرفيانوس ، قنصل 102م، 134م
- تيبيريوس يوليوس كانديدوس ماريوس سيلسوس ، قنصل 105 م
- عايوس انتيوس ا. يوليوس كودراتوس ، قنصل 105م
- غايوس يوليوس كوادراتوس باسوس ، قنصل لاحق 105 م
- غايوس يوليوس لونجينوس ، قنصل لاحق 107م
- غايوس يوليوس فيلوبابوس قنصل لاحق 109 م
- غايوس يوليوس بروكولوس، قنصل لاحق 109م
- عنايوس مينيكوس فاوستينوس سكتوس يوليوس سيفيروس، عضو مجلس الشيوخ الرومني ، قنصل لاحق، والي، وجنرال
- عنايوس يوليوس فيروس، جنرال رومي ، قنصل لاحق151 م وحاكم بريطانيا
- غايوس يوليوس سيفيروس ، قنصل 155م
- د. يوليوس سيلانوس ، قنصل 189م
- غايوس يوليوس يروكسيوس كلاروس فيبياتوس، قنصل 193م
- بوبيليوس يوليوس سكابولا تيتولوس بريسكوس، قنصل 195م
- عايوس يوليوس اسبير، قنصل 212 م
- عايوس يوليوس كاميليوس اسبير ، قنصل 212 م
- يوليوس مارتياليس ، قاتل كاركالا
- إمبراتور. قيصر . يوليوس فيروس مكسيمينوس اعسطس، قنصل 236
- إمبراتور. قيصر م. يوليوس فيليبوس اعسطس؛ قنصل 245 م، 247 م، 248 م
- م.يوليوس سيفيروس فيليبوس قيصر ، قنصل 247 م ، 248 م
- يوليوس بلاكيديانوس ، قنصل 273 م
- يوليوس اسكليبياودوتوس، قنصل 292 م
- فلافيوس يوليوس كريسبوس قيصر ، كونسول 318 م، 321 م، 324 م
- فلافيوس يوليوس كونستانتينيوس قيصر ، القنصل 326 ، 339 ، 342 ، 346 ، 352 ، 353 ، 354 ، 356 ، 357 ، 360
- فلافيوس يوليوس دالماتوس ، القنصل 333
- فلافيوس يوليوس كونستانتوس ، قنصل 335
- فلافيوس يوليوس كونستانس أوغسطس ، القنصل 339 ، 342 ، 346
- فلافيوس يوليوس سالوستيوس ، قنصل 344
- لوسيوس يوليوس فيليوس جراتوس يوليانوس ، ضابط رومي (الفترة الإمبراطورية)
- غايوس يوليوس اتتيوخيانوس ، ضابط رومي (الفترة الإمبراطورية)
- غايوس يوليوس غالوس ، القنصل 124
- لوسيوس يوليوس فروجي ، القنصل 115
- لوسيوس يوليوس رومولوس ، قنصل 152
- تيبيريوس يوليوس كانديدوس ماريوس سيلسوس ، القنصل 86 و 105
- تيبيريوس يوليوس كانديدوس كابيتو ، القنصل الروماني يكفي 122
- كوينتوس يوليوس بوفيوس أفيتوس ، ضابط روماني (الفترة الإمبراطورية)
- جايوس يوليوس باسوس (القنصل 139) ، القنصل الروماني الكافي 139
- لوسيوس يوليوس تيتوس ستاتيليوس سيفيروس ، القنصل الروماني يكفي 155
- عايوس يوليوس غيمينوس كابيليانوس، قنصل رومي لاحق 16
- غايوس يوليوس بارباروس ، ضابط رومي (العصر الإمبراطوري)
- سيكتوس يوليوس سبارسوس، قنصل رومي لاحق 88 م
- كوينتوس يوليوس بالبوس قنصل رومي 85 م، قنصل لاحق

- كوينتوس يوليوس مكسيموس, ضابط رومي (العصر الإمبراطوري)
- غايوس يوليوس كابيتو , ضابط رومي (العصر الإمبراطوري)
- غايوس يوليوس يوليانوس, قنصل رومي لاحق 150 م
- غايوس يوليوس بوليانوس (بريفكت),ضابط رومي (العصر الإمبراطوري)
- غايوس يوليوس باولوس , ضابط رومي (العصر الإمبراطوري)
- غايوس يوليوس باولوس بيسو, ضابط رومي (العصر الإمبراطوري)
- غايوس يوليوس روفينوس, ضابط رومي (العصر الإمبراطوري))
- لوكيوس يوليوس يوكوندوس, ضابط رومي (العصر الإمبراطوري))
- لوكيوس يوليوس ميسالا روتيليانوس, قنصل رومي لاحق 192 م
- لوكيوس يوليوس بروكوليانوس , قنصل رومي لاحق 179 م
- ماركوس يوليوس اغريبا, ضابط رومي (العصر الإمبراطوري)
- تيبيريوس يوليوس اغريكولا, ضابط رومي (العصر الإمبراطوري))
- تيتوس يوليوس اريانوس, ضابط رومي (العصر الإمبراطوري))

## البيت اليولياني الكلاودي
عاش اسم يوليوس. من ناحية من خلال أغسطس في سلالة يولي كلاودي ، ومن ناحية أخرى من قبل العديد من القياصرى المعتوقين وأحفادهم ، الذين سُمح لهم بحمل الاسم الغنتيلي nomen gentile «يوليوس». حتى يمكن ملاحظة وجو العديد من الخطباء والكتاب بهذا الاسم في القرن الرابع الميلادي.
أصبح أغسطس عضوًا في عائلة يولي من خلال نظام التبني كابن لقيصر. وأسس سلالة يولي كلاودي. وهي تشمل الأباطرة أوغسطس ، تيبيريوس ، كاليجولا ، كلوديوس ونيرو . مصطلح يولي كلاودي مشتق من ناحية من يوليوس (جينس يوليا) ، من ناحية أخرى من كلاوديوس ( جينس كلاوديا ) ، اسم عائلة زوج ليفيا دروسيلا الأول تيبيريوس كلاوديوس نيرو ، والد الإمبراطور تيبيريوس.
سلالة بأكملها تشمل أحفاد أوغسطس وأخته أوكتافيا وزوجته ليفيا دروسيلا. العلاقة بين الأباطرة معقدة بسبب العديد من الزيجات داخل الأسرة.
مكان الدفن لمعظم أعضاء سلالة يولي كلاودي.هو ضريح أغسطس في روما.

## نظرة عامة على عائلة يوليان كلوديان
كان لغيوس يوليوس قيصر طفلان معروفان ، ابنة مع كورنيليا ، يوليا ، وابن مع كليوباترا ، قيصريون . توفي كلاهما في وقت مبكر. كان لقيصر شقيقتان على الأقل (كلاهما تدعى يوليا ، انظر الأسماء الرومانية ) ، كان لدى الأصغر ابنة تدعى اتيا . كانت اتيا متزوجة من غايوس أوكتافيوس وكان لديه طفلان: أوكتافيا و غايوس أوكتافيوس (الإمبراطور الأخير أغسطس ).
تزوجت أوكتافيا لأول مرة من غايوس كلاوديوس ماركيلوس Gaius Claudius Marcellus ولديها ثلاثة أطفال: ماركوس كلاوديوس مارسيلوس و كلاوديا ماركيلا Claudia Marcella الكبرى و كلاوديا ماركيلا الصغرى Claudia Marcella . من زواجها الثاني من ماركوس أنطونيوس ، تأتي ابنتان: أنطونيا تزوجت أوكتافيا لأول مرة من غايوس كلاوديوس ماركيلوس . جايوس كلاوديوس مارسيلوس (القنصل 50 قبل الميلاد) ، جايوس كلاوديوس مارسيلوس (القنصل 50 قبل الميلاد) . ولديها ثلاثة أطفال: ماركوس كلاوديوس مارسيلوس (سلالة جوليو-كلاوديان)، كلوديا مارسيلا الأكبر و كلوديا مارسيلا الأصغر .الكبرى وأنطونيا الصغرى . مع لوسيوس دوميتيوس أهينوباربوس ، كان لدى أنطونيا الكبرى ابن يدعى غنيوس دوميتيوس أهينوبارتبوس .
كان لدى أغسطس ابنة تدعى يوليا من زواجه الثاني من سكريبونيا . تزوجت يوليا من ماركوس كلوديوس ماركيلوس في زواجها الأول ، وماركوس فيبسانيوس أغريبا في الزواج الثاني والإمبراطور تيبيريوس في الزواج الثالث. أنجبت من زواجها من أغريبا خمسة أطفال: غايوس قيصر، لوسيوس قيصر ، جوليا الصغرى، أغريبينا الكبرى و أغريبا بوستوموس . تزوج غايوس قيصر من ليفيلا ، وتوفي لوسيوس مبكرًا ، ونفي يوليا وأغريبا بوستوموس. تزوجت أغريبينا الكبرى غرمانيكوس.

## الاستخدام اليوم
اليوم يستخدم يوليوس ويوليا كأسماء أولى. يأتي اسم الشهر يوليوس (يوليو) ومصطلح التقويم اليولياني من اسم يوليوس.
يلفظ ويكتب الاسم بالعربية بالجيم، مثل اسم جوليا ، إلا أن اصله يوليا.

## أدبيات
- يوهان جاكوب برنولي : أيقونية رومانية. المجلد 2.1: صور الأباطرة الرومان. عائلة جوليان كلوديان الإمبراطورية . برلين 1886 ( رقمية )
- Friedrich Münzer

## الحواشي
1. 1 2  مُعرِّف الغرض الرَّقميُّ (DOI): 10.5281/zenodo.12751850. الوصول: 16 يوليو 2024.
2. ↑  Vgl. Sueton, Kaiserbiographien, Caesar, wonach Caesar in der Grabrede auf seine Tante Julia betont, dass die Iulier von Venus abstammen.
3. ↑  Zu einer vollständigen Übersicht der Julier, die während der Republik Ämter bekleideten, vgl. T. Robert S. Broughton: The Magistrates Of The Roman Republic. Vol. 2: 99 B.C. – 31 B.C. Cleveland, Ohio: Case Western Reserve University Press, 1952. Unveränderter Nachdruck 1968 (Philological Monographs. Hrsg. von der American Philological Association. Bd. 15, Teil 2), S. 574 f.